# 恋のうた
『恋のうた』（こいのうた）は、日本のオムニバスアルバムである。2008年7月2日発売。発売元はユニバーサルミュージック。
女性シンガーのみを収録している。

## 収録曲
1. そばにいるね (5:03) / 青山テルマ feat.SoulJa
作詞：青山テルマ・SoulJa、作曲：SoulJa、編曲：Hiroshi Sato
NTT DoCoMoの2008年春季キャンペーンソング
2. 愛のうた (4:50) / 倖田來未
作詞：倖田來未・Kosuke Morimoto、作曲：Kosuke Morimoto、編曲：Tomoji Sogawa
MTI「music.jp」CMソング
3. 何度でも (3:44)  / DREAMS COME TRUE
作詞：吉田美和、作曲：吉田美和・中村正人、編曲：中村正人
フジテレビ系ドラマ『救命病棟24時』第3シリーズ主題歌
4. かたち あるもの (4:17) / 柴咲コウ
作詞：柴咲コウ・山本成美、作曲：小松清人、編曲：華原大輔
TBS系ドラマ『世界の中心で、愛をさけぶ』の主題歌
5. コイスルオトメ (5:16) / いきものがかり
作詞・作曲：水野良樹、編曲：田中ユウスケ
日本テレビ系『恋愛部活（ラブカツ）』エンディングテーマ
6. 恋する気持ち (5:18) / mihimaru GT
作詞：Satomi・Rie、作曲：Rie、編曲：Jun Abe
TBS系ドラマ日曜劇場「恋の時間」主題歌
7. ONE (5:06) / AI
作詞：AI、作曲：松本俊明、編曲：冨田恵一
フジテレビ系ドラマ「医龍-Team Medical Dragon-」の主題歌
8. FANTASY (5:53) / CHARA
作詞：CHARA、作曲：佐々木潤、編曲：亀田誠治
カネボウ化粧品「テスティモ」CMソング
9. きみの て (4:51) / Every Little Thing
作詞：持田香織、作曲：HIKARI、編曲：HIKARI・Every Little Thing
ニベア花王「アトリックス うるおいパッククリーム」CMソング/NTV系「音楽戦士」11月度オープニングテーマ
10. 元気を出して (3:35) / 島谷ひとみ
作詞・作曲：竹内まりや、編曲：大野宏明
NHK夜の連続ドラマ2003年度主題歌
11. My Love (4:23) / 川嶋あい
作詞・作曲：川嶋あい、編曲：長澤孝志
フジテレビ系「あいのり」主題歌
12. キミにKISS (5:37) / hitomi
作詞：hitomi、作曲：多胡邦夫、編曲：渡辺善太郎
日本テレビ系ドラマ「ストレートニュース」エンディング・テーマ
13. うれしいこと。 (4:26) / 一青窈
作詞：一青窈、作曲・編曲：武部聡志
シングル「影踏み」収録
14. Go my way (4:40) / 矢井田瞳
作詞・作曲：矢井田瞳、編曲：矢井田瞳・村田昭
日本コカ・コーラ「爽健美茶」CMソング
15. come again (5:56) / m-flo
作詞・作曲・編曲：m-flo
カネボウ「テスティモ」CMソング
16. BLUE BIRD (4:06) / 浜崎あゆみ
作詞：浜崎あゆみ、作曲：D・A・I、編曲：H∧L
ゼスプリインターナショナルジャパン「ゼスプリ ゴールドキウイ」CMソング